# Yash Pal
Yash Pal (26 de novembro de 1926 – 24 de julho de 2017) foi um físico indiano. Ficou conhecido pelas suas contribuições ao estudo dos raios cósmicos, bem como por ser um construtor de instituições. Em seus últimos anos, Pal tornou-se um dos principais comunicadores científicos do país.